# Ábia
Ábia, na mitologia grega, foi a nutriz de Gleno, filho de Héracles..
Quando Hilo e os dórios falharam na tentativa de regresso ao Peloponeso, Ábia retirou-se para a cidade de Ira, na Messênia - uma das cidades que Agamémnon tinha prometido a Aquiles. Lá, ela construiu um templo a Héracles. Por causa disso, Cresfontes, um dos Heraclidas vitoriosos, rebatizou a cidade com o seu nome. Na cidade havia, no século II d.C., um templo notável a Héracles e a Asclépio.